# NGC 6181
NGC 6181 је спирална галаксија у сазвежђу Херкул која се налази на NGC листи објеката дубоког неба.
Деклинација објекта је + 19° 49' 32" а ректасцензија 16h 32m 20,7s. Привидна величина (магнитуда) објекта NGC 6181 износи 11,8 а фотографска магнитуда 12,5. Налази се на удаљености од 33,554 милиона парсека од Сунца. NGC 6181 је још познат и под ознакама UGC 10439, MCG 3-42-20, CGCG 109-31, IRAS 16301+1955, PGC 58470.